# 伊豆半島の別荘地
伊豆半島の別荘地（いずはんとうのべっそうち）では、伊豆半島に多数存在する別荘地の内、主なものをまとめる。

## 一覧
| 函南町 - 南箱根ダイヤランド 伊豆の国市 - 伊豆エメラルドタウン - 小松ケ原別荘地 - 富士見ニュータウン 伊豆市 - 伊豆スカイライン別荘地 - 伊豆平パールタウン | 熱海市 - 熱海自然郷 - 南熱海グリーンヒル - あじろ南熱海が丘 伊東市 - みのりの村 - 伊東丸善ランド - 伊東かどの台 - 富士急伊豆川奈温泉別荘地 - イトーピア一碧湖畔別荘地 - 大室高原 - 伊豆高原 - すいらん荘 - 東急天城高原別荘地 - 浮山温泉郷 - 名鉄赤沢別荘地 - 赤沢望洋台 - あかざわ恒陽台 東伊豆町 - 大川汐見崎 - リゾートパーク伊豆あたがわ - 三井熱川別荘地・大林熱川別荘地 (エンゼルフォレスト伊豆熱川別荘地) - 天城ハイランド |